# El Sayyid Nosair
El Sayyid Nosair, född den 16 november 1955 i Port Said, Egypten, är en amerikansk medborgare som dömts för medverkan i bombningen av World Trade Center 1993. Han anklagades även för mordet på Rabbi Meir Kahane, en högerorienterad israelisk politiker 1990, men fälldes ej.

## Koppling till Osama bin Ladin
Eleanor Hill framhöll 2002 en potentiell koppling till Usama bin Ladin.